# Kastanjeminérmøl
Kastanjeminérmøllet (Cameraria ohridella) er et løvminerende møl i familien Gracillariidae. Kastanjeminérmøllet blev første gang observeret i Nordmakedonien i 1984 og blev beskrevet som en ny art i 1986. Dens larver er løvminerere på hestekastanje (Aesculus hippocastanum). Larver af kastanjeminérmøllet var tilstede i blade af hestekastanje samlet i 1879 i det centrale Grækenland af botanikeren Theodor von Heldreich, hvor de utilsigtet blev presset i herbarieark.

## Skader
Larven af kastanjeminérmøllet lever i en mine i træets blade, beskadiger bladene og hæmmer deres vækst. Inficerede blade er dækket af små brune pletter, som efterhånden som møllene reproducerer sig hurtigt spreder sig over hele træet, hvilket giver det et efterårsagtigt udseende. Til sidst dør bladene og falder af; og når der vokser nye til, bliver de igen smittet. Denne cyklus kan gentage sig flere gange på en sæson.
Kastanjeminérmøllet forårsager betydelige skader på udseendet af hestekastanjetræer, primært i form af bladene, der begynder at blive brune og se medtagne ud allerede tidligt på sommeren. På trods af det kedelige udseende som de angrebne træer får, er der ingen beviser for, at skaderne som møllet påfører bladene fører til trædød. Vægten af hestekastanjens frø, fotosyntens effektivitet og evnen til at reproducere sig kan dog mindskes. Træer overlever gentagne angreb og bladene springer ud igen normalt i det følgende år. Det ser ud til, at de fleste skader forårsaget af møl sker for sent i vækstsæsonen til i høj grad at påvirke træernes ydeevne. Derfor er der ingen grund til at fælde og fjerne træer, bare fordi de er angrebet af kastanjeminérmøllet.

## Beskrivelse
Det voksne møl er ganske lille, op 5 mm langt, med skinnende, lysebrune forvinger der er forsynet tynde, sølvhvide striber. Bagvingerne er mørkegrå med lange frynser. Hver hunmøl lægger mellem 20 og 40 æg enkeltvis på den øvre overflade af bladene, og når disse klækkes 2-3 uger senere, udvikler larven sig gennem fem fødefaser (eller instars) og to præpupale (spindende) faser før puppefasen. Det første trin skaber et lille hulrum (eller mine) parallelt med en bladnerve og ernærer sig af saft fra phloemet (sivævet) snarere end at spise "bladvævet. I tredje fase skaber larven en mine på ca. 8 mm i diameter; denne udvides yderligere i senere instars, indtil en mine kan dække et område på flere kvadratcentimeter. Larven begynder at forpuppe sig omkring fire uger efter at ægget er klækket, og det voksne møl frem omkring to uger senere, med undtagelse af de individer, der overvintrer i nedfaldne blade som pupper i deres miner.
Ved alvorlige angreb kan de enkelte larvers miner smelte sammen, og næsten hele bladarealet kan blive udnyttet til minedannelse. Når dette sker, kan det føre til høj møldødelighed, da larverne konkurrerer om plads og føde. Hvis vejret er varmt og tørt kan møllet være i stand til i en sæson at forplante sig i op til fem generationer; i gennemsnit i Vesteuropa gennemgår mølet tre generationer hvert år. Årets sidste generation forpupper sig i over seks måneder for at overleve vinteren. Pupperne er ekstremt frosttolerante og er registreret til at overleve temperaturer så lave som -23o C. Dette gør det muligt for bestanden af møl at stige selv efter hårde vintre.
De døde pletter, som kastanjeminérmøllet forårsager på blade, ligner skader på hestekastanjetræer forårsaget af svampen Guignardia aesculi, men kan skelnes ved, at området inficeret af svampen ofte er omringet af et iøjnefaldende gult bånd, som minerne mangler. Pupperne kan forveksles med pupper af slægten Phyllonorycter, men kan skelnes fra hinanden fordi pupper af kastanjeminérmøllet ikke er fæstet til minens indre med en stilk (cremaster), og de første fem bagkropssegmenter (abdominale sektioner) er forsynet med torne.

## Udbredelse og spredning
Kastanjeminérmøllet blev første gang observeret i Danmark i 2002. Kastanjeminérmøllet har desuden bredt sig til Albanien, Belgien, Bosnien-Hercegovina, Bulgarien, England og Wales, Estland, Finland, Frankrig, Tyskland, Grækenland, Hviderusland, Irland, Italien, Kosovo, Kroatien, Letland, Liechtenstein, Litauen, Luxembourg, Moldova, Montenegro, Holland, Nordmakedonien, Polen, Serbien, Rumænien, Rusland, Serbien, Slovakiet, Slovenien, Spanien, Sverige, Schweiz, Tjekkiet, Tyrkiet, Ukraine, Ungarn og Østrig. Selvom hestekastanje forekommer naturligt i bjergområder, der for det meste over 700 til 1000 m over havet, klarer møllet sig godt på velvandede steder som parker i byer og i lav højde, men mindre godt i de varmere dele af Europa f.eks. Spanien. Møllet, som sandsynligvis er stærkt hjulpet af køretøjstransport, har opnået en meget hurtig spredningshastighed over hele Europa på omtrent 60 km om året.

## Oprindelse og epidemiologi
Kastanjeminérmøllet blev først bemærket da der i 1984 forekom udbrud nær Ohridsøen på grænsen mellem det østlige Albanien og det sydvestlige område af Republikken Makedonien, og møllet blev beskrevet som en ny art af Deschka og Dimić i 1986. En sandsynlig Balkan-oprindelse for møllet blev bevist fra et fald i genetisk diversitet i møllet fundet i bevoksninger af vilde hestekastanjetræer til møl på træer, der blev plantet rundt omkring i Europa siden omkring 1600. At møllet har sin oprindelse på Balkanhalvøen er yderligere dokumenteret af talrige herbarieprøver, der går tilbage til 1879. Herbarieprøverne omfatter et udbrud, som kan dokumenteres i blade af hestekastanje indsamlet af F. K. Meyer i 1961 i Albanien.

## Kontrol

### Parasitoider
Over 60 generalist parasitoide hvepse er blevet registreret. Til biologisk bekæmpelse mangler der dog stadig at blive fundet en parasitoid hveps, der kun angriber kastanjeminérmøllet.

### Rovdyr
En række naturlige rovdyr der spiser larvestadierne af kastanjeminérmøllet er kendte. Observationer har vist, at blåmejse (Cyanistes caeruleus), musvit (Parus major) og sumpmejse (Poecile palustris) lever af larverne. Mellem dem menes tre mejsearter at forgribe sig på mellem 2 og 4 % af larverne. Kortvinget egetræsgræshoppe (Meconema meridionale) har også vist sig at kunne indtage omkring 10 larver om dagen. Samlet set er prædationen af kortvinget egetræsgræshoppe dog ubetydelig sammenlignet med fuglenes prædation. Eksperimenter med rovmiden Euseius finlandicus, seglgræshoppe (Phaneroptera sp.), mariehøns og netvinger viste, at ingen af dem forgriber sig på kastanjeminérmøllet.

### Procedurer
Hestekastanjetræerne kan fjernes, hvilket ikke tilrådes, eller bedre, blade ryddes og brændes før de første voksne møl fremkomst i slutningen af marts. Brug af det systemiske insekticid imidacloprid er normalt forbudt, da det dræber bier. Fenoxycarb forårsager op til 100 % puppedødelighed, har lav miljøtoksicitet og kan med succes kombineres med manuel bortskaffelse af blade.Et syntetisk feromon kan bruges til at fange hanner, men effektiv kontrol kan være svært at opnå på denne måde.  Håbet er, at angrebene vil mindskes med tiden, når generalist parasitoide hvepse finder ud af at lægge deres æg i larverne af kastanjeminérmøllet.

## Eksternale henvisninger
- Wikimedia Commons har flere filer relateret til Kastanjeminérmøl
- Taxon page for Cameraria ohridella Deschka & Dimic 1986. In: EOLspecies på engelsk
- HAMburger-CAMeraria-Projekt - Films Photos incl. REM på tysk
- Cameraria Homepage på tysk og engelsk
- Czech Academy of Sciences Cameraria homepage på engelsk
- Forestry Commission Research page Arkiveret 2012-10-30 hos  Wayback Machine på engelsk
- Mactode Publications - Educational Resources on CD/DVD på engelsk
- HAMburger-CAMeraria-Projekt på tysk
- Abstract of HAM-CAM-Projekt, 2003